# 北摂総合病院
社会医療法人仙養会北摂総合病院（ほくせつそうごうびょういん）は、大阪府高槻市北柳川町に所在する地域医療支援病院。

## 概要
1965年（昭和40年）4月開設。2001年（平成13年）8月、日経ビジネス主催による「地域に開かれた病院」ランキングで全国31位となったほか、2008年（平成20年）6月には週刊ダイヤモンドの「病院格付け『安心度ランキング』」で大阪府16位。
2002年（平成14年）8月には公益財団法人日本医療機能評価機構による病院機能評価で一般病院B認定を受ける。その後2007年（平成19年）11月にはVer.5認定を受け、2017年には3rdG:Ver.1.1認定。
| 公式概要より一部抜粋   | |
| 病院種別               | 地域医療支援病院 大阪府がん診療拠点病院 管理型臨床研修指定病院 |
| 新入院患者人数平均     | 5,200名 / 年 |
| 認定専門医人数         | \| 薬剤師 \| 13人 \| \| 診療放射線技師 \| 14人 \| \| 臨床検査技師 \| 17人 \| \| 理学療法士 \| 6人 \| \| 臨床工学技士 \| 3人 \| \| 診療情報管理士 \| 11人（専任3人） \| \| 医療ソーシャルワーカー \| 7人 \| \| その他 \| 100人 \| |
| 平均在院日数平均       | 12.8日 |
| 救急車搬入数平均       | 2,400台 / 年 |
| 1日外来数平均          | 410名 |
| 薬剤師                 | 13人 |
| 診療放射線技師         | 14人 |
| 臨床検査技師           | 17人 |
| 理学療法士             | 6人 |
| 臨床工学技士           | 3人 |
| 診療情報管理士         | 11人（専任3人） |
| 医療ソーシャルワーカー | 7人 |
| その他                 | 100人 |

その他、ケアプランセンター、訪問看護ステーションの各専門施設が併設されている。

## 沿革
- 1965年（昭和40年）4月 - 医療法人仙養会 北摂病院として開設。認可病床数80床、標榜診療科目は内科、小児科、耳鼻咽喉科、眼科、皮膚科、泌尿器科の6科目。当時は現在よりも少し西の北柳川町16に位置していた。
- 1968年（昭和43年）5月 - 総合病院の認定を受ける。診療科目に整形外科、産婦人科を追加。
- 1969年（昭和44年）4月 - 大阪府で第1号となる院内保育所を開設。
- 1981年（昭和56年）4月 - 医療コンピュータを導入。
- 1989年（平成元年）6月 - 日本病院学会への演題発表開始。
- 2000年（平成12年）2月 - 現在の「北摂総合病院」に改称。
- 2006年（平成18年）5月 - 現在地に新築移転。現在地の一部には元々寮が建っていた。
- 2008年（平成20年）11月 - 大阪府より地域医療支援病院の承認。

## 診察科目

### 内科
循環器科、消化器内科、呼吸器内科、糖尿病・内分泌内科、総合内科、血液内科、神経内科、国際内科

### 外科
一般消化器外科、乳腺外科、脳神経外科、整形外科

### その他
小児科、婦人科、耳鼻咽喉科、眼科、皮膚科、泌尿器科、麻酔科、放射線科

## 医療機関の認定
- 保険医療機関[2]
- 労災保険指定病院[2]
- 公害医療機関[2]
- 生活保護法指定病院(中国残留邦人等の円滑な帰国の促進並びに永住帰国した中国残留邦人等及び特定配偶者の自立の支援に関する法律(平成6年法律第30号)に基づく指定医療機関を含む。)[2]
- 結核指定病院[2]
- 原子爆弾被害者医療指定病院[2]
- 原子爆弾被害者一般疾病医療取扱病院[2]
- 臨床研修病院[2]
- 身体障害者福祉法指定医の配置されている医療機関[2]
- 母体保護法指定医の配置されている医療機関[2]
- 指定小児慢性特定疾病医療機関[2]
- 診療科名中に産婦人科、産科又は婦人科を有する病院にあっては、公益財団法人日本医療機能評価機構が定める産科医療補償制度標準補償約款と同一の産科医療補償約款に基づく補償の有無[2]
- 肝疾患診療連携拠点病院[2]
- 特定疾患治療研究事業委託医療機関[2]
- DPC対象病院[2]
- 地域医療支援病院[2]

## 交通アクセス
- 阪急京都線総持寺駅より東へ徒歩8分。
- JR京都線摂津富田駅より南へ徒歩16分。
- 車利用の場合
  - 国道171号、大畑交差点より南へ約2km。
  - 国道170号、春日町交差点より大阪方面へ約7km。